# Trilogie hussite
 (février 2025).
Si vous disposez d'ouvrages ou d'articles de référence ou si vous connaissez des sites web de qualité traitant du thème abordé ici, merci de compléter l'article en donnant les références utiles à sa vérifiabilité et en les liant à la section « Notes et références ».
 (septembre 2024).

La trilogie hussite (polonais : Trylogia husycka) est une série de romans fantastiques historiques de l'auteur polonais Andrzej Sapkowski. Il se compose de trois livres : La Tour des Fous (2002), Les Guerriers de Dieu (2004) et Lux Perpetua (2006). L'action se déroule dans les terres de la Couronne de Bohême (principalement en Silésie et en Bohême) durant les croisades contre les hussites (1419-1434).
Outre le français, la série a été traduite dans de nombreuses langues, dont le tchèque, le slovaque, le russe, le serbe, l'allemand, l'ukrainien, l'anglais et l'espagnol. La trilogie a été publiée en France chez Bragelonne, dans une traduction de Lydia Waleryszak.
Le protagoniste de la série est Reinmar von Bielau, connu sous le nom de Reynevan. Après des études de médecine à Prague, il devient magicien et, finalement, espion pour les Hussites. Il se définit comme « Silésien », plutôt que Tchèque, Polonais ou Allemand.
Interrogé sur la création de la trilogie, Andrzej Sapkowski explique qu'il considérait que la saga Le Sorceleur était complète et ne voulait pas écrire de suites. Il se lance alors dans la fantasy historique, afin d'explorer une période importante de l'histoire de son pays, les guerres hussites.